# Thuringia (Studentenverbindung)
Thuringia bezieht sich auf Thüringen und ist der Name folgender Studentenverbindungen.

## Liste

### Burschenschaft
- Braunschweiger Burschenschaft Thuringia[1]
- Burschenbund Thuringia zu München im Burschenbunds-Convent
- Burschenschaft Thuringia Bad Frankenhausen zu Siegen[2]
- Burschenschaft Thuringia Friedberg[3]
- Burschenschaft Thuringia Göttingen im ADB
- Vereinigte Berliner Burschenschaft Thuringia[4]

### Corps
- Corps Alemannia-Thuringia zu Magdeburg
- Corps Saxo-Thuringia München
- Corps Thuringia Heidelberg
- Corps Thuringia Jena
- Corps Thuringia Leipzig

### Katholische Verbindungen
- KDStV Saxo-Thuringia (Dresden, Aachen) zu Bochum[5]
- KDStV Thuringia Würzburg im CV[6]
- KStV Thuringia Coburg im CV[7]
- KöStV Thuringia Wien im MKV[8]

### Sonstige
- Landsmannschaft Thuringia Berlin[9]